# 山下清孟
山下 清孟（やました きよはる、1907年9月25日 - 1991年10月6日）は、日本の吹奏楽指導者である。世界的打楽器奏者、ツトム・ヤマシタの父。上京中学校吹奏楽部を創部。生徒には北村源三が所属。

## 略歴
京都府南丹市美山町鶴ヶ岡出身。東京音楽学校選科ピアノ研究科修了。京都市上京中学校教員を勤める。
- 1950年、戦後全国に先駆けて中学校吹奏楽部を創部。
- 1980年、洛南高等学校教諭

## 受賞歴
- 1934年 日本音楽コンクールピアノ部門入選
- 1982年 藤堂顕一郎音楽褒賞
- 日本高等学校吹奏楽連盟　高校吹奏楽殿堂　第1回顕彰者